# Oliver Plunkett
Oliver Plunkett, it. Oliviero, in irlandese Oileabhéar Pluincéad (Loughcrew, 1º novembre 1625 – Tyburn, 1º luglio 1681), è stato un arcivescovo cattolico irlandese, arcivescovo di Armagh e primate d'Irlanda nel XVII secolo, martire sotto le persecuzioni anticattoliche durante il governo di Oliver Cromwell e il regno di Carlo II. Beatificato nel 1920, è stato proclamato santo da papa Paolo VI nel 1975.

## Biografia
Oliver Plunkett nacque a Lougherew, vicino a Oldcastle, nella contea di Meath, in Irlanda, da una famiglia di origine anglo-normanna, che appoggiò re Carlo I nelle dispute con il parlamento inglese.
Studiò a Roma con il padre Pierfrancesco Scarampi, presso i gesuiti del Collegio Irlandese e ricevette l'ordinazione a sacerdote nella cappella del Collegio Urbaniano di Propaganda Fide nel 1654 dalle mani di un vescovo irlandese profugo a Roma a causa delle politiche ferocemente anti-cattoliche di Oliver Cromwell, cominciate nel 1649. I preti cattolici, scoperti ad amministrare i sacramenti in Irlanda, venivano impiccati o deportati nelle Indie Occidentali. Impossibilitato a tornare in Irlanda, Plunkett esercitò per alcuni anni il ministero sacerdotale a Roma, fra i cappellani della casa oratoriana di San Girolamo della Carità e si dedicò alla cura spirituale degli infermi. Nel frattempo si laureò in diritto all'Università della Sapienza.
Nel 1657 fu nominato professore di teologia, presso il Collegio Urbaniano, dove insegnò fino al 1669 ai giovani futuri missionari; inoltre svolse l'attività di consigliere per gli affari irlandesi della Sacra Congregazione di Propaganda Fide.
Morto Oliver Cromwell, con il regno di Carlo II la politica anti-cattolica degli inglesi in Irlanda si attenuò e, nel 1670, Plunkett, dopo un breve soggiorno a Londra, poté ritornare in patria come arcivescovo di Armagh e primate d'Irlanda, con l'incarico di riorganizzare l'arcidiocesi e la chiesa irlandese.

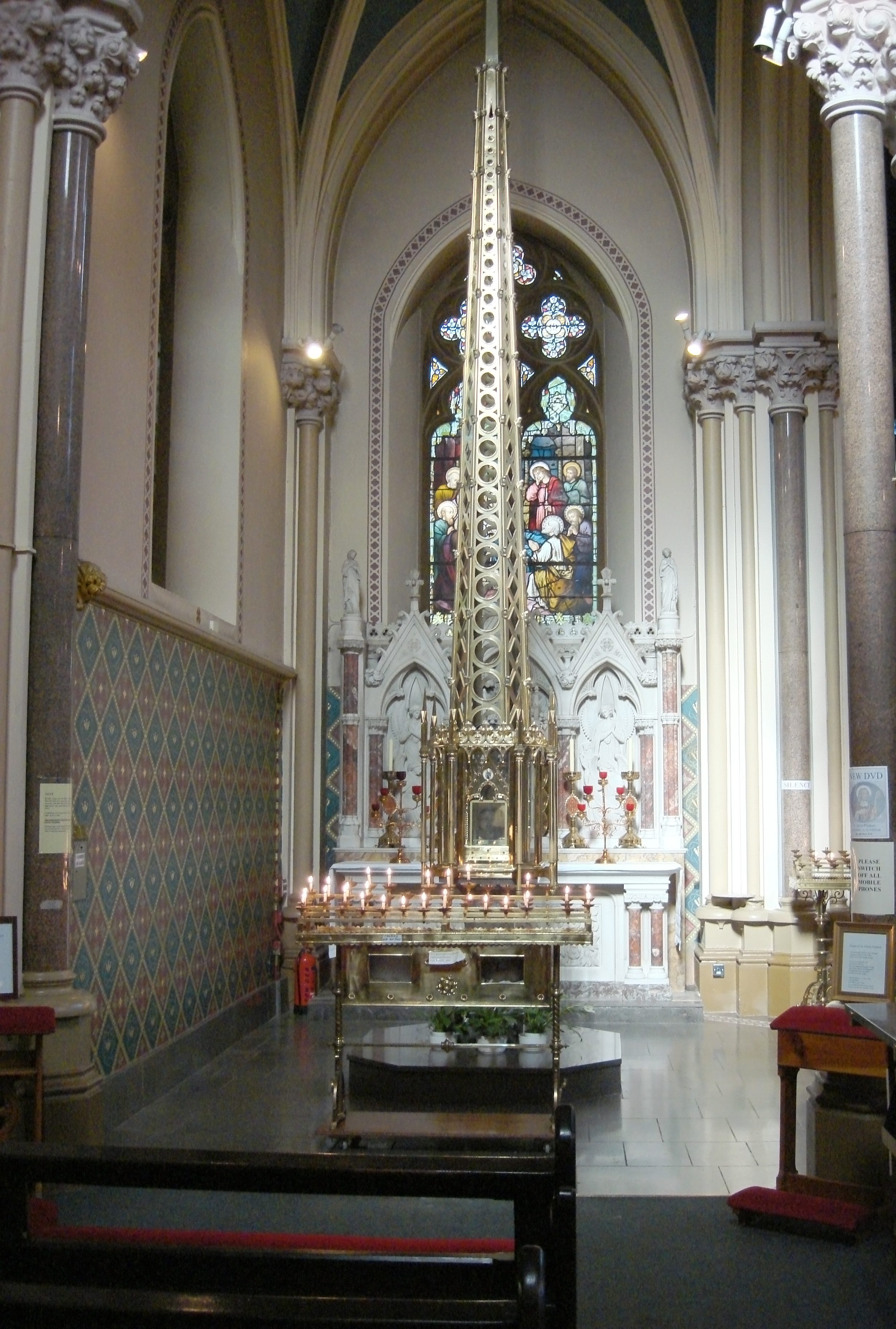
Sacello di Oliver Plunkett a Drogheda

Insediò la Compagnia di Gesù a Drogheda, dove fondò una scuola per i ragazzi e un collegio per studenti di teologia. Estese il suo ministero ai cattolici di lingua gaelica delle Highlands e delle isole della Scozia. Si impegnò molto nella lotta contro l'alcolismo tra i suoi sacerdoti. Nel 1670 organizzò una conferenza episcopale della Chiesa cattolica irlandese a Dublino, ma ebbe dissapori con il collega arcivescovo di Dublino, Peter Talbot, riguardo alla primazia in Irlanda, e discordie con l'ordine francescano, in una disputa di proprietà, nella quale si schierò a favore dei domenicani.
Nel 1673 riprese la persecuzione anticattolica. Il collegio dei gesuiti di Drogheda fu raso al suolo. Plunkett ignorò l'ordine di lasciare il paese e rimase in Irlanda, dove per mesi visse in clandestinità, in montagna e nei boschi. Nel 1678 la persecuzione anticattolica si inasprì dopo la scoperta di un presunto complotto "papista", inventato in Inghilterra da Titus Oates, secondo il quale i cattolici avrebbero voluto far giungere in Irlanda 20 000 soldati francesi. Plunkett fu accusato di aver imposto un'autotassazione sul suo clero per appoggiare la ribellione contro gli inglesi.
L'arcivescovo fu arrestato e processato a Dundalk nel 1679, imprigionato a Dublino e poi deportato nella prigione di Newgate a Londra, dove l'anno dopo fu di nuovo processato e, con le testimonianze di due francescani spergiuri, condannato a morte per alto tradimento; l'esecuzione avvenne in modo orribile il 1º luglio 1681 a Tyburn, in Inghilterra. Tale processo era di per sé illegittimo poiché avrebbe dovuto essere eventualmente processato da un tribunale irlandese essendo l'Irlanda un Regno distinto (fino al 1800). Fu impiccato, eviscerato e squartato. Fu l'ultimo dei martiri cattolici uccisi in Inghilterra.  Pochi giorni dopo l'esecuzione di Oliver Plunkett, il complotto "papista" si rivelò una falso organizzato da Lord Shaftesbury, che fuggì in Olanda, e Titus Oates il quale fu incarcerato nella Torre di Londra.

## Culto
Il corpo inizialmente fu sepolto nel cortile di St Giles in the Fields, dentro due piccoli contenitori, vicino ai corpi di 5 altri gesuiti uccisi in precedenza. La sua testa mummificata si trova a Drogheda, conservata in uno scrigno, posto nel transetto sinistro della Chiesa cattolica di San Pietro. La gran parte degli altri suoi resti riposa ora nell'abbazia di Downside, in Inghilterra, dopo essere stati riesumati e conservati per 200 anni nel monastero benedettino di Lamspringe, vicino a Hildesheim, in Germania.
Fu beatificato nel 1920, da papa Benedetto XV, e canonizzato nel 1975, da papa Paolo VI.
È stato nominato patrono del processo di pace e riconciliazione in Irlanda.
La Chiesa cattolica lo ricorda il 1º luglio.

## Genealogia episcopale e successione apostolica
La genealogia episcopale è:
- Cardinale Juan Pardo de Tavera
- Cardinale Antoine Perrenot de Granvelle
- Vescovo Frans van de Velde
- Arcivescovo Louis de Berlaymont
- Vescovo Maximilien Morillon
- Vescovo Pierre Simons
- Arcivescovo Matthias Hovius
- Vescovo Pierre Antoine Triest
- Arcivescovo André Creusen
- Vescovo Eugenius Albertus d'Allamont
- Arcivescovo Oliver Plunkett

La successione apostolica è:
- Vescovo Thaddeus Keogh, O.P. (1671)